# DoReDos
I DoReDos, talvolta stilizzati DoReDoS, sono un gruppo musicale moldavo fondato a settembre 2011 a Rîbnița e composto da Marina Djundiet, Eugeniu Andrianov e Sergiu Mita.
Hanno rappresentato la Moldavia all'Eurovision Song Contest 2018 con il brano My Lucky Day, classificandosi decimi con 209 punti.

## Carriera
Nel 2018, dopo due tentativi nel 2015 e 2016, il gruppo è stato selezionato per la terza volta per O Melodie Pentru Europa 2018, il processo di selezione moldavo per l'Eurovision Song Contest con il brano My Lucky Day. Nella serata finale del programma, il gruppo è stato proclamato vincitore del programma, avendo ottenuto il massimo dei punteggi da parte della giuria e del pubblico. Questo gli ha concesso il diritto di rappresentare la Moldavia all'Eurovision Song Contest 2018, a Lisbona.
Il gruppo si è esibito nella seconda semifinale della manifestazione, ottenendo la qualificazione alla finale, classificandosi terzi con 235 punti. Durante la serata finale, tenutasi il 12 maggio 2018, i DoReDos si sono classificati al decimo posto con 209 punti.

## Membri
- Marina Djundiet
- Eugeniu Andrianov
- Sergiu Mita

## Discografia

### Singoli
- 2015 - Maricica
- 2016 - FunnyFolk
- 2018 - My Lucky Day
- 2018 - Write Your Number on My Hand
- 2018 - Constantine